# Enicospilus ramidulus
Enicospilus ramidulus là một loài tò vò trong họ Ichneumonidae.

## Hình ảnh

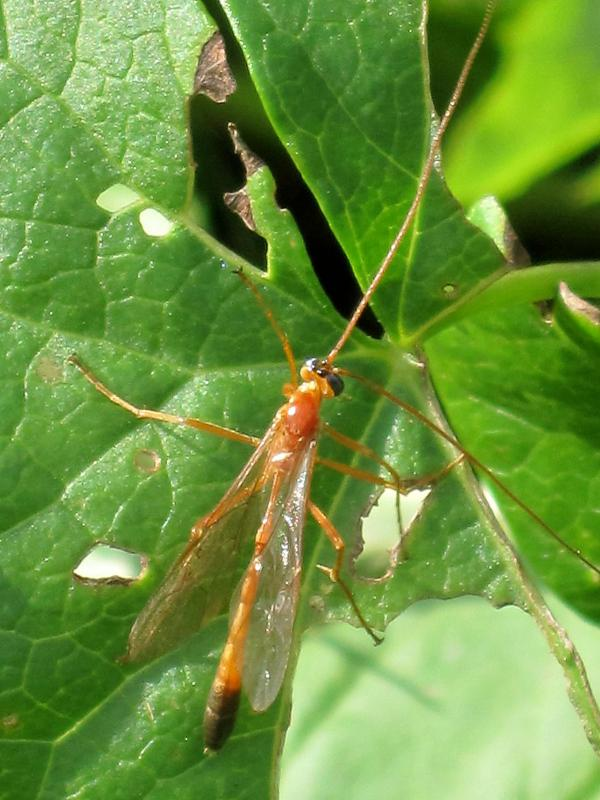
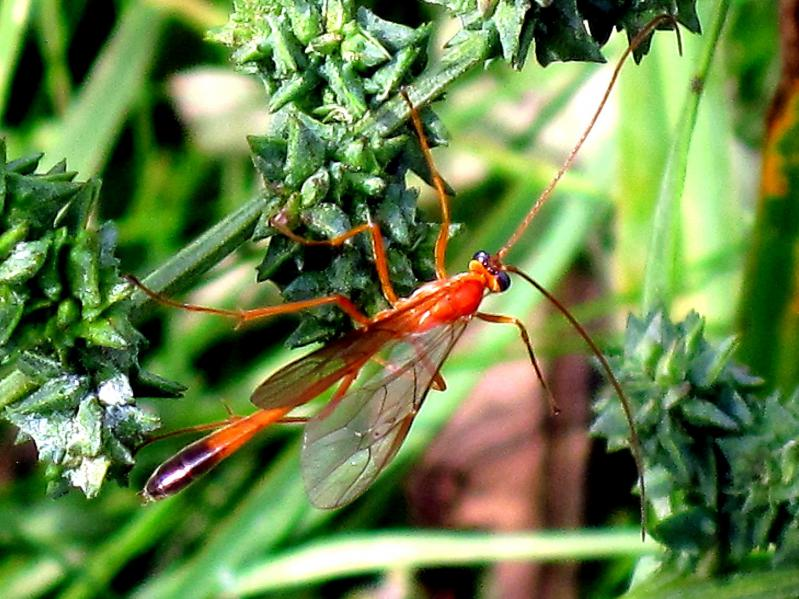